# Fara v Rajnochovicích
Fara v Rajnochovicích je situována ve stejnojmenné obci, ležící zhruba 11 km východně od centra města Bystřice pod Hostýnem v okrese Kroměříž. Objekt je v majetku římskokatolické farnosti Rajnochovice a od roku 1993 je v něm provozováno Arcidiecézní centrum života mládeže Přístav. Dne 26. ledna 1973 byla farní budova prohlášena kulturní památkou pod č. 14795/7-6113.

## Historie

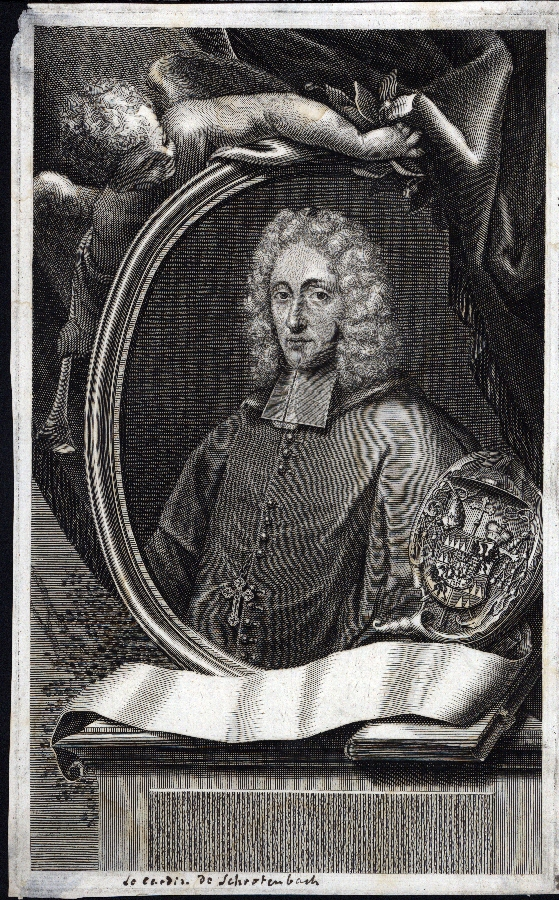
Portrét stavitele fary biskupa Wolfganga Hannibala Schrattenbacha (1660–1738)

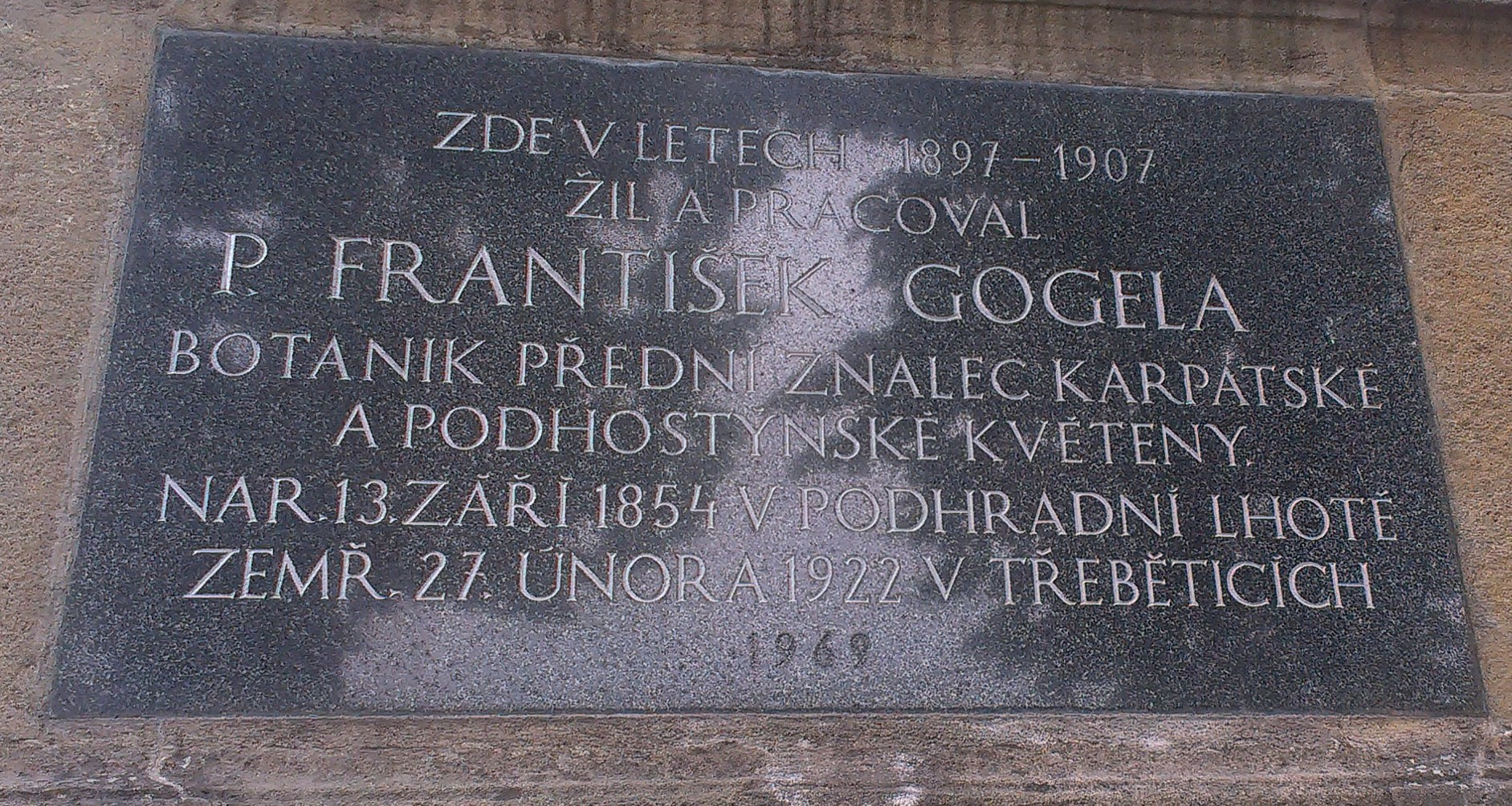
Pamětní deska P. Františka Gogely (1854–1922) na představěném schodišti

Objekt byl zbudován nedlouho po roce 1716 z popudu tehdejšího olomouckého biskupa Wolfganga Hannibala ze Schrattenbachu (ve funkci 1711–1738), který dal v Rajnochovicích rovněž postavit barokní kostel narození Panny Marie a svaté Anny. Stavba původně sloužila jako biskupský lovecký zámeček, na faru byla přeměněna až roku 1727, kdy byla v Rajnochovicích ustanovena samostatná duchovní správa. Tomuto účelu pak někdejší zámeček sloužil až do druhé poloviny 20. století, kdy zůstala fara neobsazena a objekt zpustl. Roku 1993 však budova prošla kompletní rekonstrukcí, ve dvoře byla zbořena dřevěná stodola a fara se stala sídlem Arcidiecézního centra života mládeže Přístav, zaměřeného na práci s animátory mládeže a na práci s ministranty. Severně od původního objektu vyrostla patrová novostavba, která byla s farní budovou spojena propojovací chodbou. Část sklepních prostor byla přeměněna na kapli sv. Jana, kterou 3. února 2001 posvětil olomoucký arcibiskup Jan Graubner.
V letech 1897–1907 byl rajnochovickým farářem P. František Gogela (1854–1922), rodák ze sousední Podhradní Lhoty, jenž se zabýval botanikou Beskyd a Hostýnských vrchů. Na představěném schodišti rajnochovické fary je od roku 1969 umístěna pamětní deska, připomínající jeho zdejší působení.

## Architektura
Objekt fary má podobu nevelké budovy se zvýšeným přízemím, krytý je mansardovou střechou. Vstupní průčelí stavby s představěným dvojramenným schodištěm směřuje směrem k jihu a je zvýrazněno patrovým tříosým rizalitem, v němž je zároveň umístěn hlavní vchod do objektu. Rizalit je zakončen tympanonem, v jehož středu je umístěn znak biskupa Wolfganga Hannibala ze Schrattenbachu s pamětním nápisem. Fasádu budovy zvýrazňuje bosáž a bílé hladké okenní šambrány.